# Photedes rufata
Photedes rufata là một loài bướm đêm trong họ Noctuidae.